# Обрезкова, Ольга Константиновна
Обрезкова Ольга Константиновна  ( род. 11 мая 1980 года) - спортсменка. Мастер спорта России международного класса (1997 ) по  тяжёлой атлетике . 

## Биография
Обрезкова Ольга Константиновна родилась 11 мая 1980 года в г. Стерлитамак Башкирской АССР.
В 2003 году окончила Уральскую академию физической культуры.
Занималась спортом в спортивном клубе «Каучук» в г. Стерлитамак у тренера П. И. Никитин. В 1997 - 2003 годах входила в состав сборной команды России по тяжелой атлетике.
Работает с 2006 года тренером в  ДЮСШ в Стерлитамакского района.

## Достижения
- Чемпион России (2001—02)
- Кубок России (2000)
- Серебряный призёр чемпионата России (2003) в рывке, толчке и двоеборье.
- Чемпион Европы (1999, 2000) и России (1998—2000)
- Серебряный призёр первенства мира (2000)
- Бронзовый призёр первенств мира (1999) и Европы (1998) среди юниорок.